# Anutin Charnvirakul

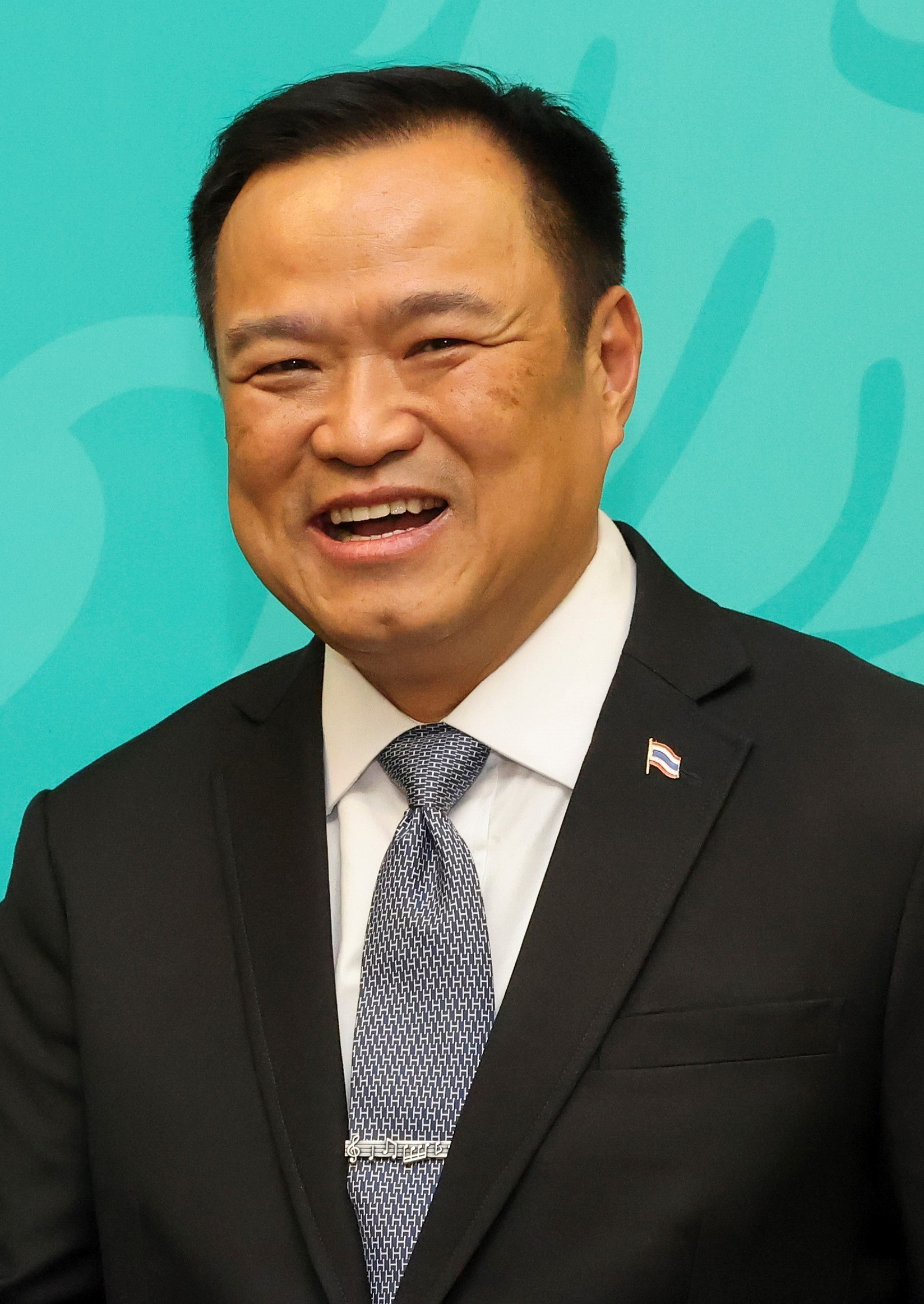
Anutin Charnvirakul (2023)

Anutin Charnvirakul (thailändisch อนุทิน ชาญวีรกูล, RTGS Anuthin Chanwirakun; * 13. September 1966) ist ein thailändischer Unternehmer und Politiker. Seit 2012 ist er Vorsitzender der Bhumjaithai-Partei. Seit Juli 2019 ist er stellvertretender Ministerpräsident, von 2019 bis 2023 war er außerdem Gesundheitsminister, seit September 2023 ist er Innenminister Thailands.

## Leben und Karriere
Anutin ist der Sohn des Bauunternehmers und Politikers Chaovarat Chanweerakul, der im Dezember 2008 für zwei Wochen Interims-Ministerpräsident von Thailand war. Er besuchte die Assumption-Schule Bangkok und absolvierte ein ingenieurwissenschaftliches Studium an der Hofstra University im US-Bundesstaat New York, das er 1989 abschloss. Außerdem hat er einen Master-of-Business-Administration-Abschluss von der Thammasat-Universität.
Anschließend arbeitete er als Ingenieur im Unternehmen seines Vaters, der Sino-Thai Engineering and Construction (STECon). Später übernahm Anutin selbst den Vorstandsvorsitz der Gesellschaft. Ihm gehören knapp 5 % der Aktien an STECon sowie über 10 % der Anteile am Stahlproduzenten STP&I. Der Gesamtwert seiner Unternehmensbeteiligungen wurde im April 2019 auf über 77 Mio. US-Dollar geschätzt.
Anutin begann sein politisches Engagement in der Chart-Pattana-Partei, der auch sein Vater angehörte. 1996–97 fungierte Anutin als Berater des damaligen Außenministers Prachuab Chaiyasan. Wie sein Vater wechselte er zur Thai-Rak-Thai-Partei (TRT) des ab 2001 regierenden Ministerpräsidenten Thaksin Shinawatra. In dessen Regierung wurde Anutin im Juli 2004 stellvertretender Gesundheitsminister, wechselte jedoch drei Monate später als stellvertretender Minister ins Handelsministerium. Von März 2005 bis zum Militärputsch am 19. September 2006 war er erneut stellvertretender Gesundheitsminister. Infolge der Auflösung der TRT nach dem Putsch wurde Anutin wie viele andere führende TRT-Mitglieder für fünf Jahre von allen politischen Ämtern ausgeschlossen.
Nach dem Ende der Sperre übernahm er im Oktober 2012 von seinem Vater den Vorsitz der Bhumjaithai-Partei (BJT). Diese war 2008 von einer Gruppe ehemaliger TRT-Mitglieder um Newin Chidchob gegründet worden. Zur Parlamentswahl im März 2019 trat Anutin als Spitzenkandidat der BJT an, die mit 10,5 % der Stimmen auf den fünften Platz kam. Im Wahlkampf setzte er sich ausdrücklich für die Legalisierung von Cannabis-Anbau und -Konsum – nicht nur zu medizinischen Zwecken, sondern auch als Genussmittel – ein. Im Juli 2019 wurde er zum Gesundheitsminister und stellvertretenden Ministerpräsidenten unter dem ehemaligen Juntaführer Prayut Chan-o-cha ernannt. Bei der Parlamentswahl 2023 gewann die BJT 20 Sitze hinzu. Anschließend beteiligte sie sich wieder an einer Regierungskoalition, diesmal unter Führung der Pheu-Thai-Partei und Srettha Thavisins. In dessen Kabinett blieb Anutin stellvertretender Ministerpräsident, außerdem übernahm er das Innenressort.